# 맥스와 제레미
《맥스와 제레미》(Max & Jeremie)는 프랑스에서 제작된 클레어 디버스 감독의 1992년 범죄, 드라마, 스릴러 영화이다. 크리스토퍼 램버트, 필립 느와레 등이 주연으로 출연하였고 알랭 사르드 등이 제작에 참여하였다.

## 출연

### 주연
- 필립 느와레
- 크리스토퍼 램버트

### 조연
- 장 피에르 마리엘
- 크리스토퍼 오덴트
- 페오더 칼리아핀 주니어
- 조시 쿠아글리오
- 패트릭 로카
- 미셀 라호크
- 카린 비아르
- 파트리크 오리그나
- 나노 가르시아
- 리처드 디우스
- 크리스틴 드주

## 기타
- 미술: 칼로스 콘티
- 의상: 캐서린 레터리어
- 배역: 리사 필루